# Paços de Brandão
Paços de Brandão ist eine Gemeinde (Freguesia) im portugiesischen Kreis Santa Maria da Feira. In ihr leben 4775 Einwohner (Stand 19. April 2021).

## Persönlichkeiten
- Sérgio Oliveira (* 1992), Fußballspieler